# Elvis Kokalović
Elvis Kokalović (* 17. Juli 1988 in Novo mesto, SFR Jugoslawien) ist ein kroatischer Fußballspieler.

## Karriere

### Verein
Kokalović startete seine Vereinskarriere 1998 bei Dinamo Badljevina und durchlief die Jugendmannschaften mehrere Vereine, ehe er 2003 in die Jugend von NK Slaven Belupo Koprivnica wechselte. 2006/07 wurde er hier in den Profikader involviert, kam jedoch zu keinen Einsätzen und spielte ab Sommer 2007 für wenige Monate als Leihspieler bei NK Koprivnica. Im Frühjahr 2007/08 kehrte er zu Slaven Belupo zurück und spielte fortan hier als Stammspieler.
Im Sommer 2013 wechselte Kokalović in die türkische Süper Lig zum Aufsteiger Torku Konyaspor. Nach zwei Jahren für Konyaspor wechselte er im Sommer 2015 zum türkischen Zweitligisten Kardemir Karabükspor. Zur Rückrunde 2016/17 verließ er die Türkei und heuerte beim polnischen Klub Lech Posen an. Diese verließ er im Sommer 2017 wieder und war fortan über zwei Jahre lang ohne Verein, ehe er im September 2019 zum kroatischen Amateurklub NK Novigrad wechselte. In der Winterpause 2021/22 erfolgte ein Wechsel zum NK Kamen Sirač, bei dem er seitdem noch immer aktiv ist (Stand: Juni 2025).

### Nationalmannschaft
Kokalović durchlief die kroatische U-19-, die U-20- und die U-21-Nationalmannschaft.

## Erfolge
Mit Torku Konyaspor
- TSYD-Ankara-Pokalsieger: 2013